# Pie-grièche de Somalie
Lanius somalicus
Espèce
Statut de conservation UICN

 LC  : Préoccupation mineure
La Pie-grièche de Somalie (Lanius somalicus) est une espèce d'oiseaux de la famille des Laniidae.

## Répartition
Cet oiseau vit à travers la corne de l'Afrique.